# Жовтень (літературна група)
«Жо́втень» — літературне угруповання (1924—1926), засноване в Києві на базі «Асоціації комункульту».

## Історія
Платформа, що полягала в розбудові «пролетарської» культури, літератури та мистецтва, виявилася суголосною маніфестам авангардистів, «Гарту» та «Плугу», дарма що представники «Жовтня» їх критикували, продекларовано в газеті «Пролетарська правда» (1926).
«Жовтень» ставив за мету «охопити широкі робітничі маси робкорів, стінкорів, робітничого молодняку та всього робітництва», утворення «ідеологічно витриманої літератури» і «войовничої пролетарської критики».
До складу літугруповання входили В. Десняк, Іван Ле, Я. Савченко, Ф. Якубовський, М. Терещенко, Ю. Яновський, В. Ярошенко та ін.
Після розпаду «Жовтня» більшість його членів перейшла до ВАПЛІТЕ, незначна частина — до ВУСППу.